# Sanborn (Dakota Północna)
Sanborn – miasto w Stanach Zjednoczonych, w stanie Dakota Północna, w hrabstwie Barnes.